# Драгунов Євген Іванович
Драгуно́в Євге́н Іва́нович (нар. 13 лютого 1964, Макіївка, СРСР — пом. 10 вересня 2001, Макіївка, Україна) — радянський та український футболіст, що виступав на позиції захисника. Найбільше відомий завдяки виступам у складі збірної України, донецького «Шахтаря» та низки інших українських, російських та німецьких клубів. Майстер спорту СРСР (1986).

## Виступи у збірній
| 01. | 27.06.1992 | США      | Стадіон ун-ту Ратгерс, Піскатавей | США — Україна      | 0-0 | Товариський матч |  |  |  |
| 02. | 26.08.1992 | Угорщина | Міський стадіон, Ньїредьгаза      | Угорщина — Україна | 2-1 | Товариський матч |  |  |  |

## Досягнення
Клубні трофеї
- Фіналіст Кубка СРСР (1): 1985/86
- Фіналіст Кубка України (1): 1993/94
- Брав участь у «бронзовому» (1999/2000) сезоні «Зорі» в групі «В» другої ліги чемпіонату України, однак провів замало матчів для отримання медалей

Особисті здобутки
- Майстер спорту СРСР (1986)
- У списку 33-х найкращих футболістів України (1): 1992 (№ 2)